# Lebia tricolor
Lebia tricolor är en skalbaggsart som beskrevs av Thomas Say. Lebia tricolor ingår i släktet Lebia och familjen jordlöpare. Inga underarter finns listade i Catalogue of Life.

## Bildgalleri

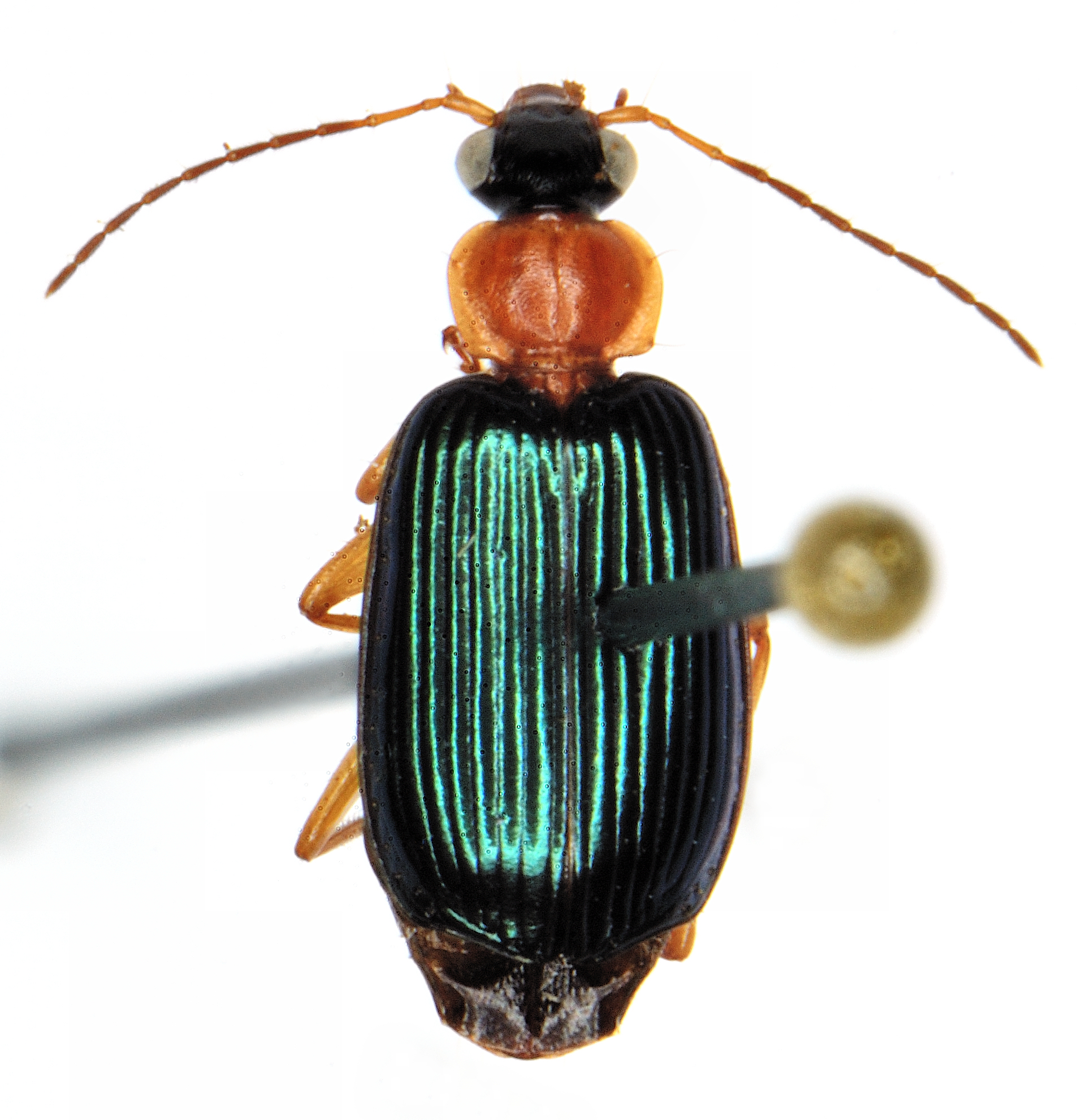